# Michel Bouvet (ingénieur)
Pour les articles homonymes, voir Michel Bouvet et Bouvet.
Michel Bouvet est un ingénieur français, actuellement directeur général du groupe d'écoles d'ingénieurs YNCRÉA.

## Biographie
Ancien élève de l'École polytechnique (promotion entrée en 1978) et de l'ENSTA dont il sort en 1983, il se spécialise en traitement du signal et ondes sonar. Il fait un doctorat d’État es sciences physiques.  Il occupe ensuite divers postes à responsabilité au sein du ministère de la défense :
- chef du Centre Militaire d’Océanographie du SHOM,
- sous-directeur à la Délégation aux Affaires Stratégiques (DAS),
- directeur du programme VBCI (DGA),
- responsables de formations au CHEAr.

En 2006, il est nommé directeur de la stratégie du développement et des relations extérieures de l’IRSN, un service de 60 personnes.
En 2009, il devient chef du service de la tutelle des organismes de recherche au sein de la Direction générale de la recherche et de l'innovation (DGRI) du ministère de l'enseignement supérieur et de la recherche, exerçant la tutelle de l’État sur des grands organismes publics de recherche (IRD, MNHN, CNES, INRIA, CEA, …).
Il devient ensuite directeur général délégué de l’IRD, chargé de l’AIRD. 
En octobre 2013, il crée un cabinet de conseil en planification et montage de projets.
Depuis juillet 2016, il est directeur général d’Yncréa, premier pôle privé associatif d'écoles d'ingénieurs en France, dont les 6 écoles sont: ISA LILLE - Yncréa Hauts-de-France, HEI, ISEN Lille, ISEN Ouest, ISEN Méditerranée et Yncréa Maroc (diplôme marocain).
Il est ingénieur général de l'armement (C.R.) depuis 2009.